# BMW Mille Miglia
Pour les articles homonymes, voir Mille Miglia.
La BMW Mille Miglia Concept est un concept-car de 2006, du constructeur automobile allemand BMW (à ne pas confondre avec la série spéciale BMW Z4 Mille Miglia de 2010). 

## Historique
Les designers BMW Chris Bangle et Anders Warning (chef designer de BMW USA, entre autres designer des BMW Z4) présentent ce concept-car au design néo-rétro de BMW Mille Miglia, sur les bases des BMW 328 Mille Miglia (MM) Touring de 1940, et de BMW Z4, pour fêter les 70 ans de sa victoire écrasante des Mille Miglia de 1940, avec ses BMW 328 MM Touring (1936 à 1940) (1re, 3e, 5e et 6e), 

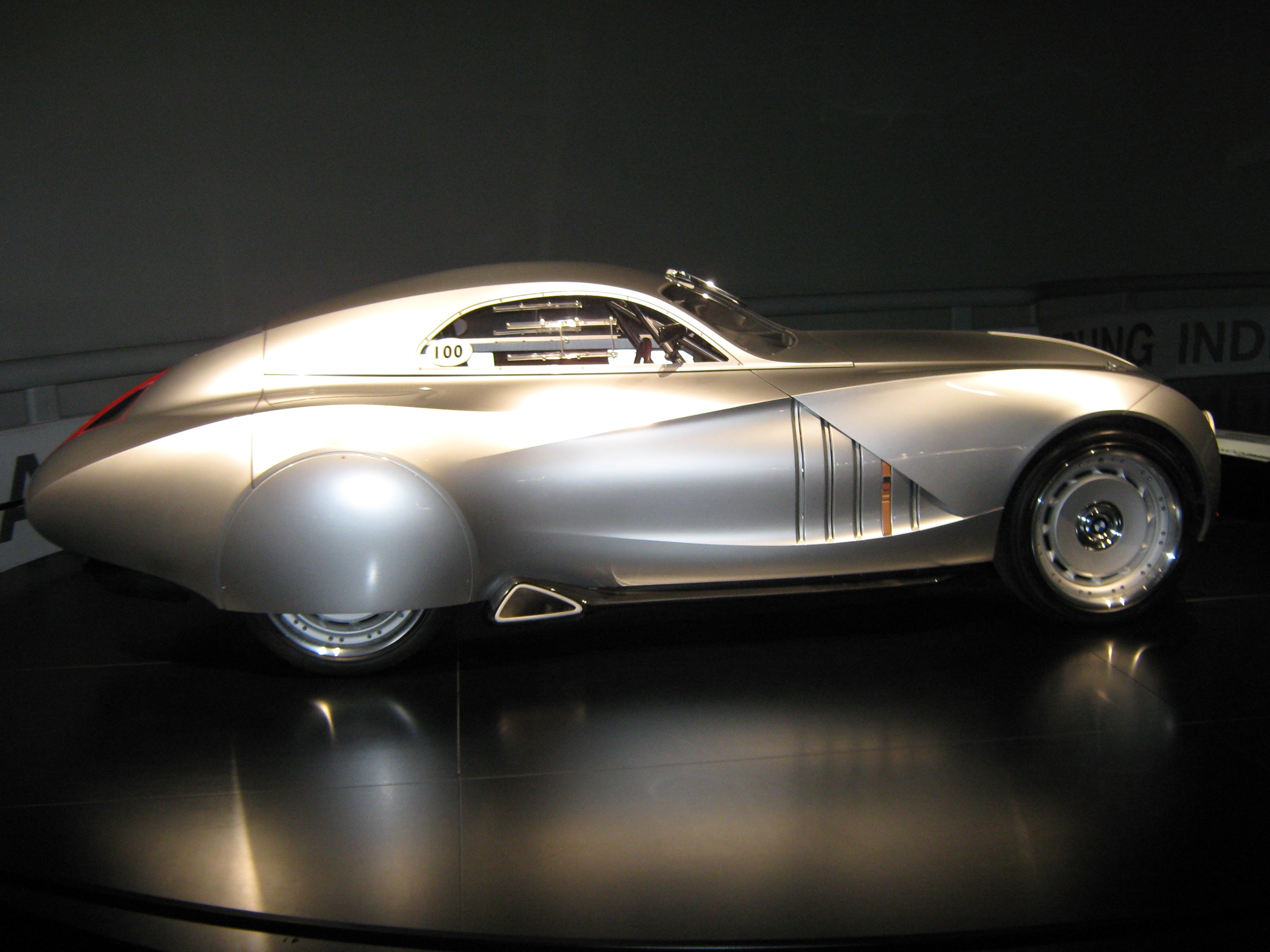
BMW millemiglia 2006
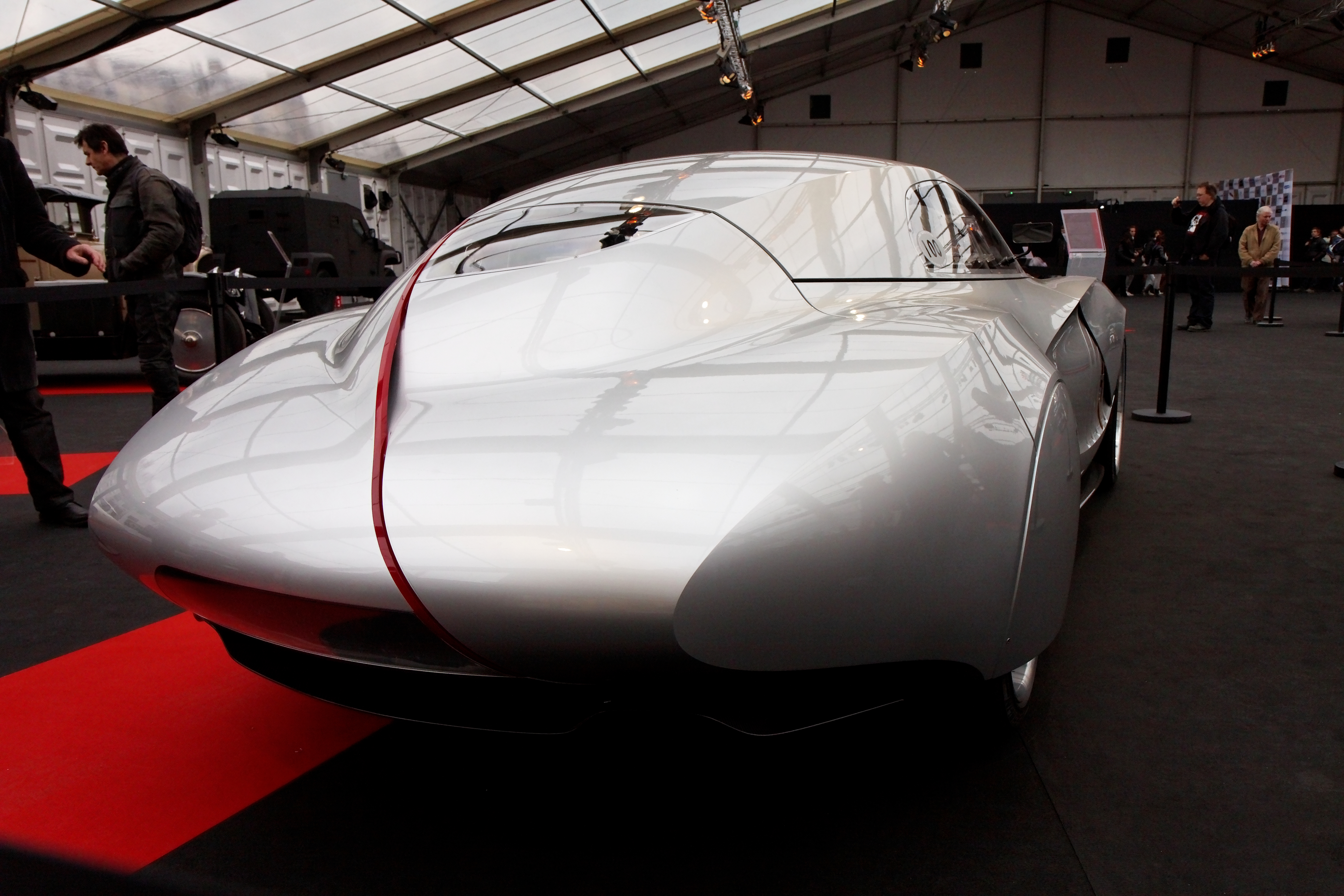
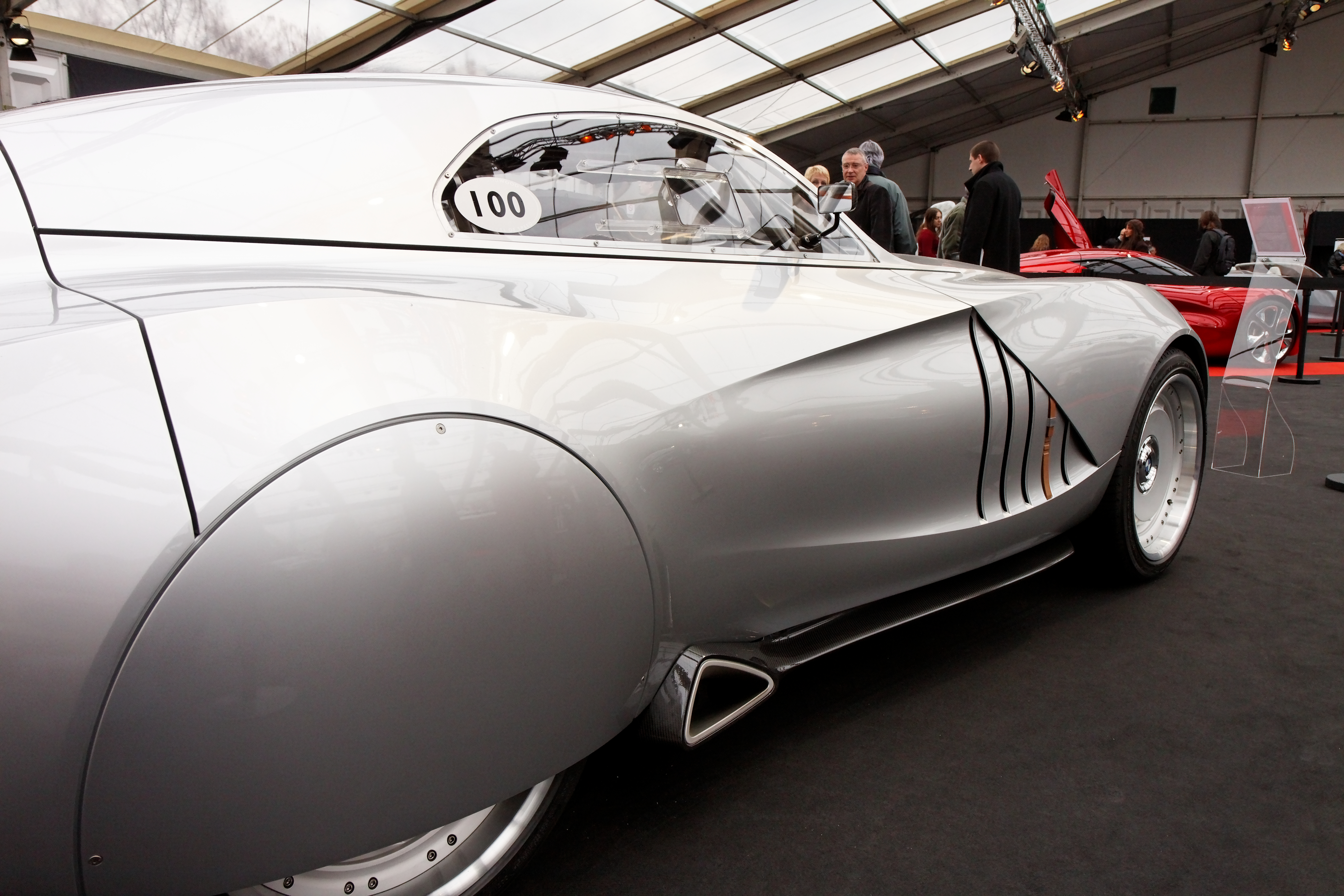

La conception de la carrosserie est réalisée par les ateliers de design Milanais Carrozzeria Touring, avec un moteur six cylindres en ligne du BMW Z4 M Coupé (BMW M) de 343 chevaux. 

## Variantes
- 1940 : BMW Mille Miglia Touring, victorieuse des Mille Miglia de 1940
- 2010 : BMW Z4 (E89) Mille Miglia (série limitée de 99 exemplaires)[3]
- 2011 : BMW 328 Hommage, concours d'élégance Villa d'Este, en hommage à son modèle mythique d'origine

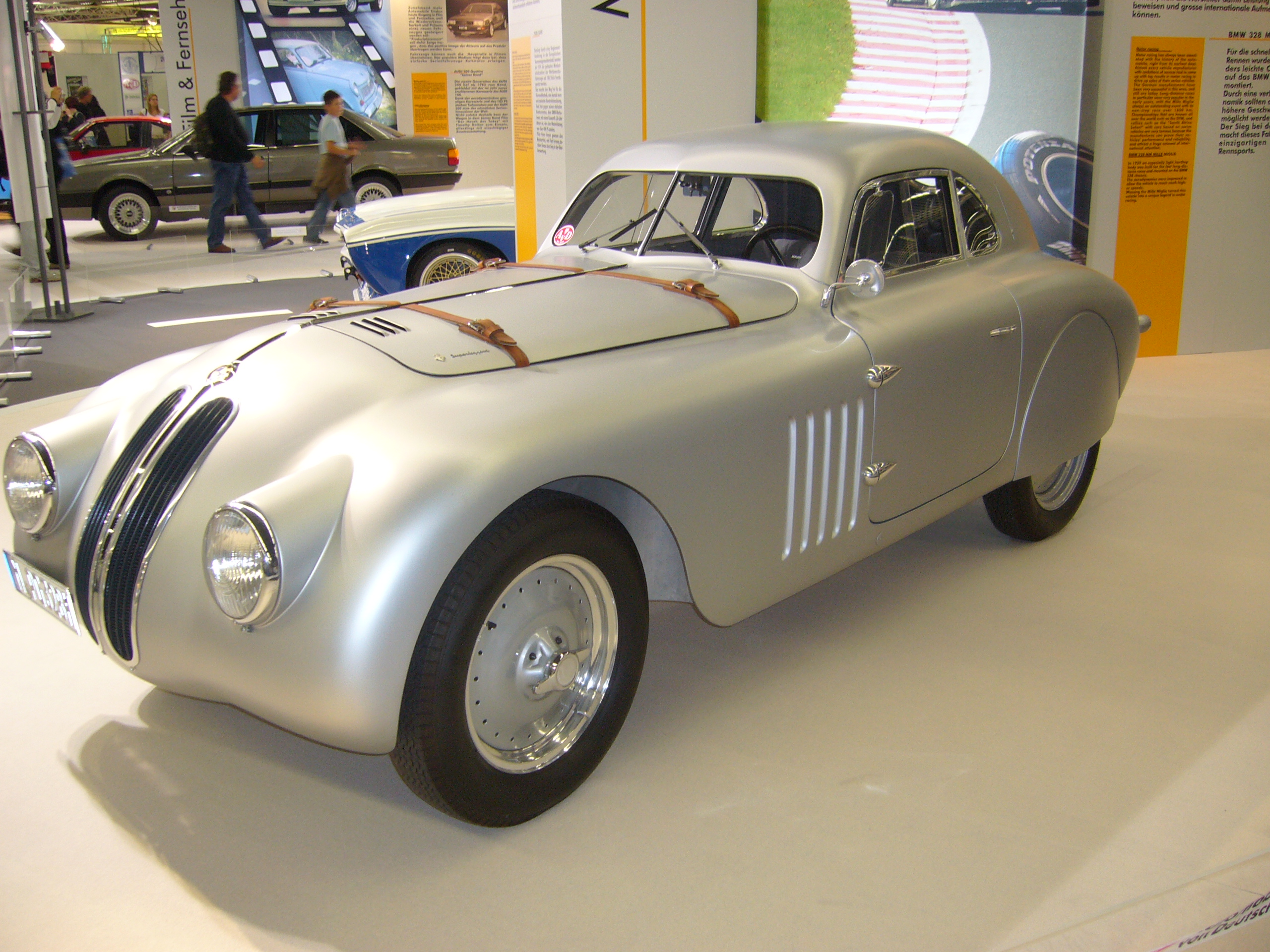
BMW 328 Mille Miglia de 1940
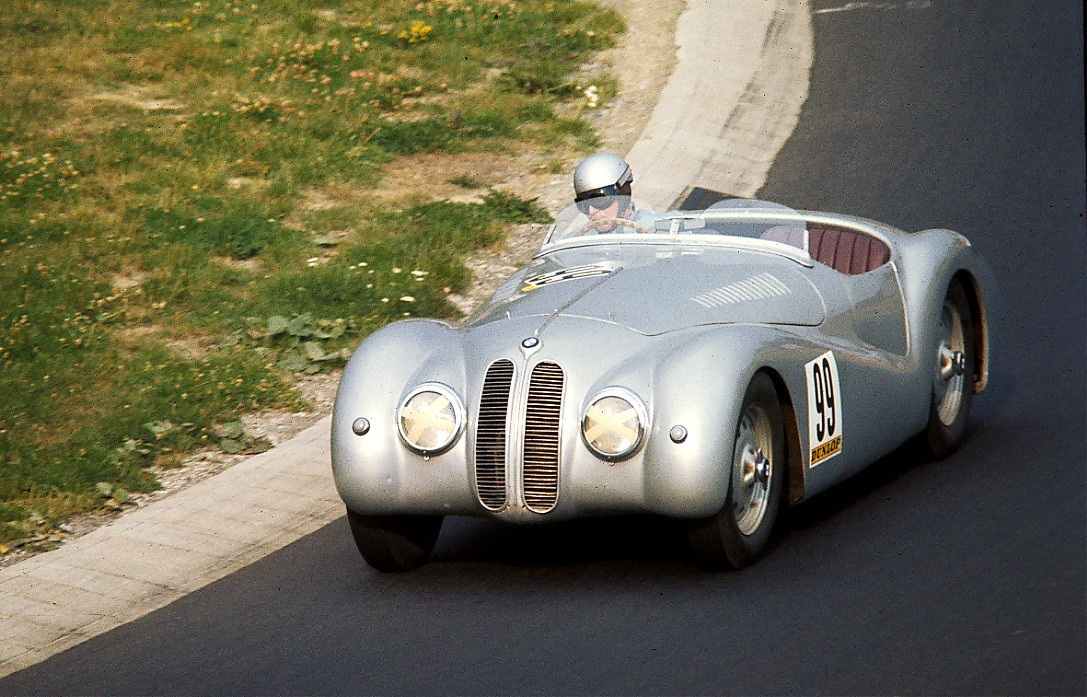
BMW 328 Mille Miglia de 1940
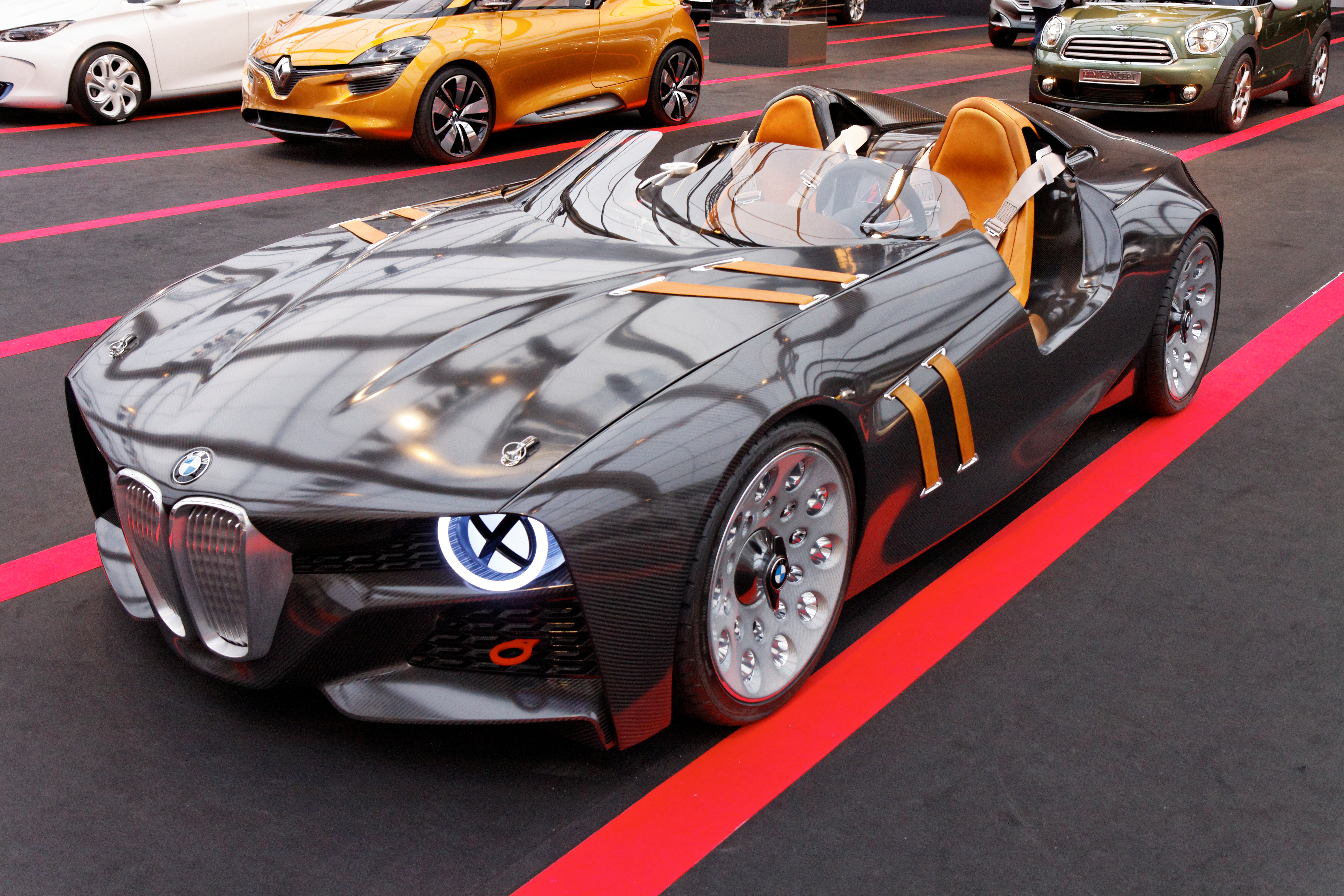
BMW 328 Hommage, 2011